# Нижнелачентау
Нижнелачентау (баш. Тубәнге Ыласынтау) — село в Бирском районе Республики Башкортостан Российской Федерации. Входит в состав Верхнелачентауского сельсовета.

## География

### Географическое положение
Находится на берегу реки Белой.
Расстояние до:
- районного центра (Бирск): 29 км,
- центра сельсовета (Верхнелачентау): 2 км,
- ближайшей ж/д станции (Уфа): 132 км.

## История
Прежнее название деревни — Ласы(че)нтау произошло от оронима: «ыласын» — сокол и «тау» — гора, т. е. буквально — соколиная гора.

## Население
| 2002 | 2009 | 2010 |
| ---- | ---- | ---- |
| 104  | ↗108 | ↘77  |

Согласно переписи 2002 года, преобладающая национальность — башкиры (94 %).